# Bon appetit
Bon appetit treći je studijski album hrvatske ženske pop grupe Divas, objavljen 2002. godine u izdanju diskografske kuće Menart. Autori pjesama uz članice grupe su Darko Juranović D'Knock, Matija Dedić, Bruno Kovačić, Ivana Plechinger i drugi. S albuma je izdano pet singlova: "Ti mi nudiš više", "Tvoja jedina", "Bon appetit", "Znam da mogu sve" i "To nismo mi", duet s Oliverom Dragojevićem.

## Popis pjesama
| Br. | Skladba                                    | Trajanje |
| --- | ------------------------------------------ | -------- |
| 1.  | »Ponekad mi dobro dođe«                    | 03:09    |
| 2.  | »Bon appetit (duet General Woo)«           | 04:23    |
| 3.  | »Znam da mogu sve«                         | 03:39    |
| 4.  | »Nema razloga«                             | 03:53    |
| 5.  | »Petak 13«                                 | 04:10    |
| 6.  | »I boli me«                                | 04:30    |
| 7.  | »S tobom pristajem na sve«                 | 04:00    |
| 8.  | »Tvoja jedina (D Knock & Fresh Club edit)« | 04:07    |
| 9.  | »To nismo mi (duet Oliver Dragojević)«     | 04:12    |
| 10. | »Ne krivi me (uživo)«                      | 04:23    |
| 11. | »Ti mi nudiš više«                         | 04:04    |
| 12. | »Tvoja jedina (Soul power edit)«           | 04:24    |
| 13. | »Ne krivi me (duet Matija Dedić)«          | 04:19    |
| 14. | »To nismo mi (accapella)«                  | 03:53    |